# 双花假卫矛
双花假卫矛（学名：Microtropis biflora）为卫矛科假卫矛属的植物，是中国的特有植物。分布在中国大陆的广东等地，生长于海拔250米的地区，常生长在密林中，目前尚未由人工引种栽培。
种加词 biflora 意为“二花的”。